# Robinson River (vattendrag i Australien, Northern Territory)
Robinson River är ett vattendrag i Australien. Det ligger i territoriet Northern Territory, omkring 800 kilometer sydost om territoriets huvudstad Darwin.
Savannklimat råder i trakten. Genomsnittlig årsnederbörd är 1 205 millimeter. Den regnigaste månaden är januari, med i genomsnitt 428 mm nederbörd, och den torraste är augusti, med 1 mm nederbörd.